# Southern Hospitality
"Southern Hospitality" je pjesma američkog repera Ludacrisa. Objavljena je kao drugi singl s njegovog debitantskog albuma Back for the First Time 29. prosinca 2000. godine. Producenti pjesme su The Neptunesi. Pjesma je na američkoj top ljestvici Billboard Hot 100 debitirala na 86. poziciji.

## Videospot
Na početku spota kamera pokazuje natpis "Welcome to Atlanta". Poslije toga Ludacris sa svojim prijateljima izlazi iz kuće.

## Top liste
| Top lista                           | Završna pozicija |
| ----------------------------------- | ---------------- |
| SAD Billboard Hot 100               | 23               |
| SAD Billboard Hot R&B/Hip-Hop Songs | 6                |
| SAD Billboard Hot Rap Singles       | 5                |
| SAD Billboard Rhythmic Top 40       | 10               |